# Jacques Abram
Jacques Abram (Jack Gregory Abram; * 6. August 1915 in Lufkin, Texas; † 5. Oktober 1998 in Tampa/Florida) war ein US-amerikanischer Pianist und Musikpädagoge.

## Leben und Wirken
Abram hatte als Kind Klavierunterricht bei Mildred Foster, Hu T. Huffmaster und Ruth Burr in Houston. Sechsjährig spielte er mit dem Houston Symphony Orchestra ein Klavierkonzert von Mozart und wurde dann von Ima Hogg gefördert, mit der ihn eine Freundschaft bis zu deren Tod 1975 verband. Ab dem zwölften Lebensjahr studierte er am Curtis Institute of Music bei David Saperton, später an der Juilliard School bei Ernest Hutcheson.
1937 war er Gewinner des Schubert Memorial Award, und im Folgejahr hatte er mit Auftritten mit dem Philadelphia Orchestra unter Eugene Ormandy in Philadelphia und in der Carnegie Hall sein professionelles Debüt als Pianist. Während des Zweiten Weltkrieges diente er im Army Counter Intelligence Corps (CIC) und im United States Army Air Corps. Nach dem Krieg unternahm er Konzerttourneen durch die USA, Lateinamerika und Europa. 1949 spielte er die amerikanische Erstaufführung von Benjamin Brittens Klavierkonzert und nahm das Werk bei His Master’s Voice auf. In den 1950er Jahren unterrichtete Abram an der University of Toronto und am Royal Conservatory of Music. Ab 1963 lebte er in Tampa und unterrichtete bis zu seiner Emeritierung 1987 an der University of South Florida.